# La Soledad, Tuxpan
La Soledad är en ort i Mexiko.   Den ligger i kommunen Tuxpan och delstaten Michoacán de Ocampo, i den södra delen av landet, 140 km väster om huvudstaden Mexico City. La Soledad ligger 1 763 meter över havet och antalet invånare är 1 144.
Terrängen runt La Soledad är lite bergig. Runt La Soledad är det ganska tätbefolkat, med 139 invånare per kvadratkilometer. Närmaste större samhälle är Heróica Zitácuaro, 16,2 km sydost om La Soledad. I omgivningarna runt La Soledad växer huvudsakligen savannskog.